# Diskografie Nat King Colea
Toto je diskografie původních a kompilačních hudebních alb amerického pianisty, skladatele a zpěváka Nat King Colea, které byly vydány za jeho života.

## Alba z vydavatelstvíCapitol
- 1944 The King Cole Trio (LP)
- 1946 The King Cole Trio Volume 2 (LP)
- 1948 The King Cole Trio Volume 3 (LP)
- 1950 Nat King Cole at the Piano (LP)
- 1951 King Cole for Kids (LP)
- 1952 Penthouse Serenade (LP)
- 1952 Top Pops (LP)
- 1952 Harvest of Hits (LP)
- 1953 Nat King Cole Sings for Two In Love (LP)
- 1954 Unforgettable (LP)
- 1955 Penthouse Serenade (LP)
- 1955 Nat King Cole Sings for Two In Love (LP)
- 1955 10th Anniversary Album (LP)
- 1955 Top Pops (LP)
- 1955 The Piano Style of Nat King Cole
- 1956 Ballads of the Day
- 1957 This Is Nat King Cole
- 1957 After Midnight
- 1957 Just One of Those Things
- 1957 Love Is the Thing
- 1958 Cole Español
- 1958 St. Louis Blues
- 1958 The Very Thought of You
- 1958 To Whom It May Concern
- 1959 Welcome to the Club
- 1959 A Mis Amigos
- 1960 Tell Me All About Yourself
- 1960 Everytime I Feel the Spirit
- 1960 Wild Is Love
- 1960 The Magic of Christmas
- 1961 The Nat King Cole Story
- 1961 The Touch of Your Lips
- 1962 Nat King Cole Sings/George Shearing Plays
- 1962 Ramblin' Rose
- 1962 Dear Lonely Hearts
- 1962 More Cole Español
- 1963 Those Lazy-Hazy-Crazy Days of Summer
- 1963 Where Did Everyone Go?
- 1964 Nat King Cole Sings My Fair Lady
- 1964 Let's Face the Music! (nahráno v roce 1961)
- 1964 I Don't Want to Be Hurt Anymore
- 1965 L-O-V-E